# Chien de guerre
Cet article concerne le chien utilisé pendant les guerres. Pour les autres sens, voir Chien de guerre (homonymie).

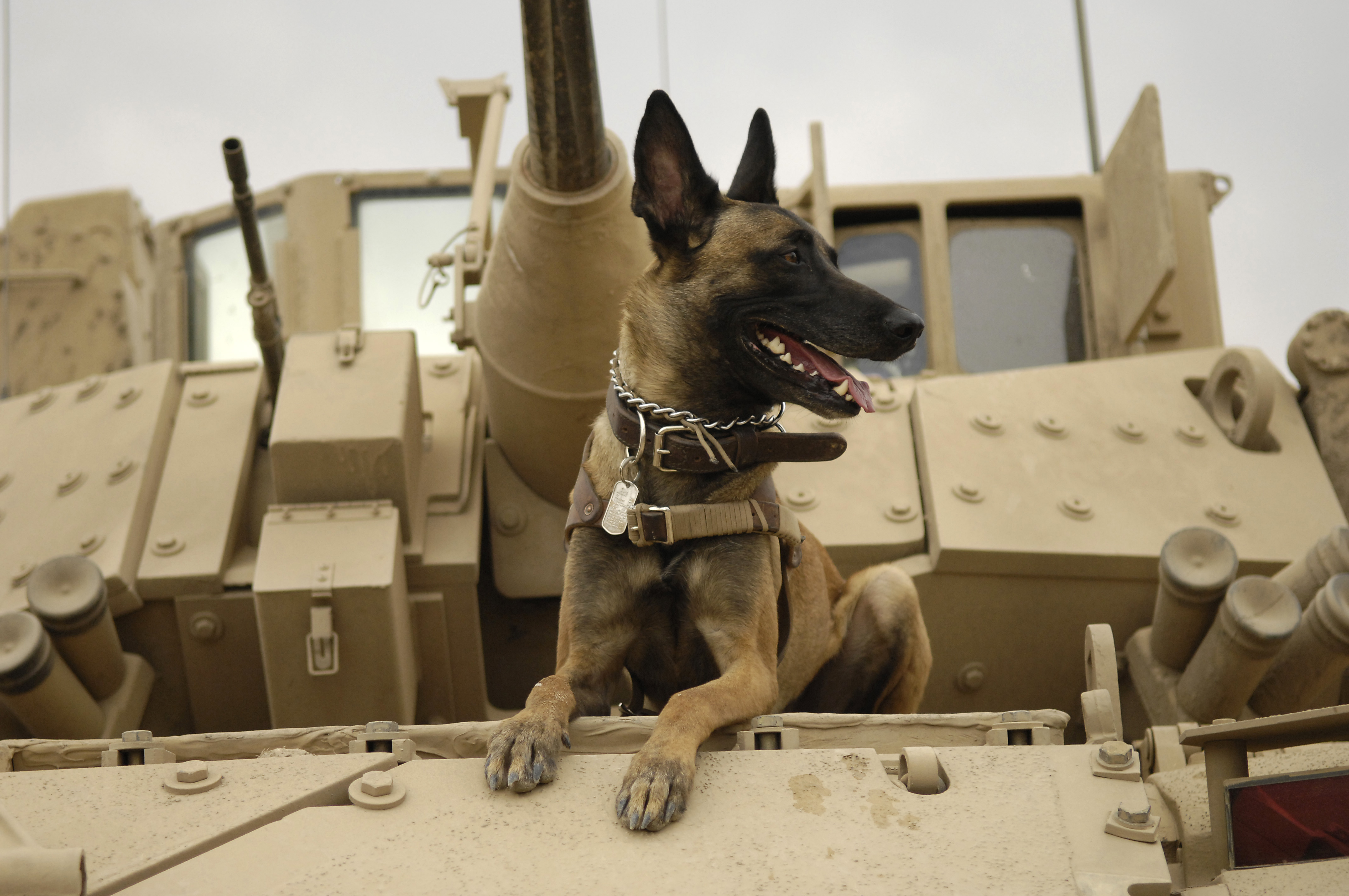
Un malinois de l'U.S. Air Force sur un M2 Bradley en Irak en 2007.

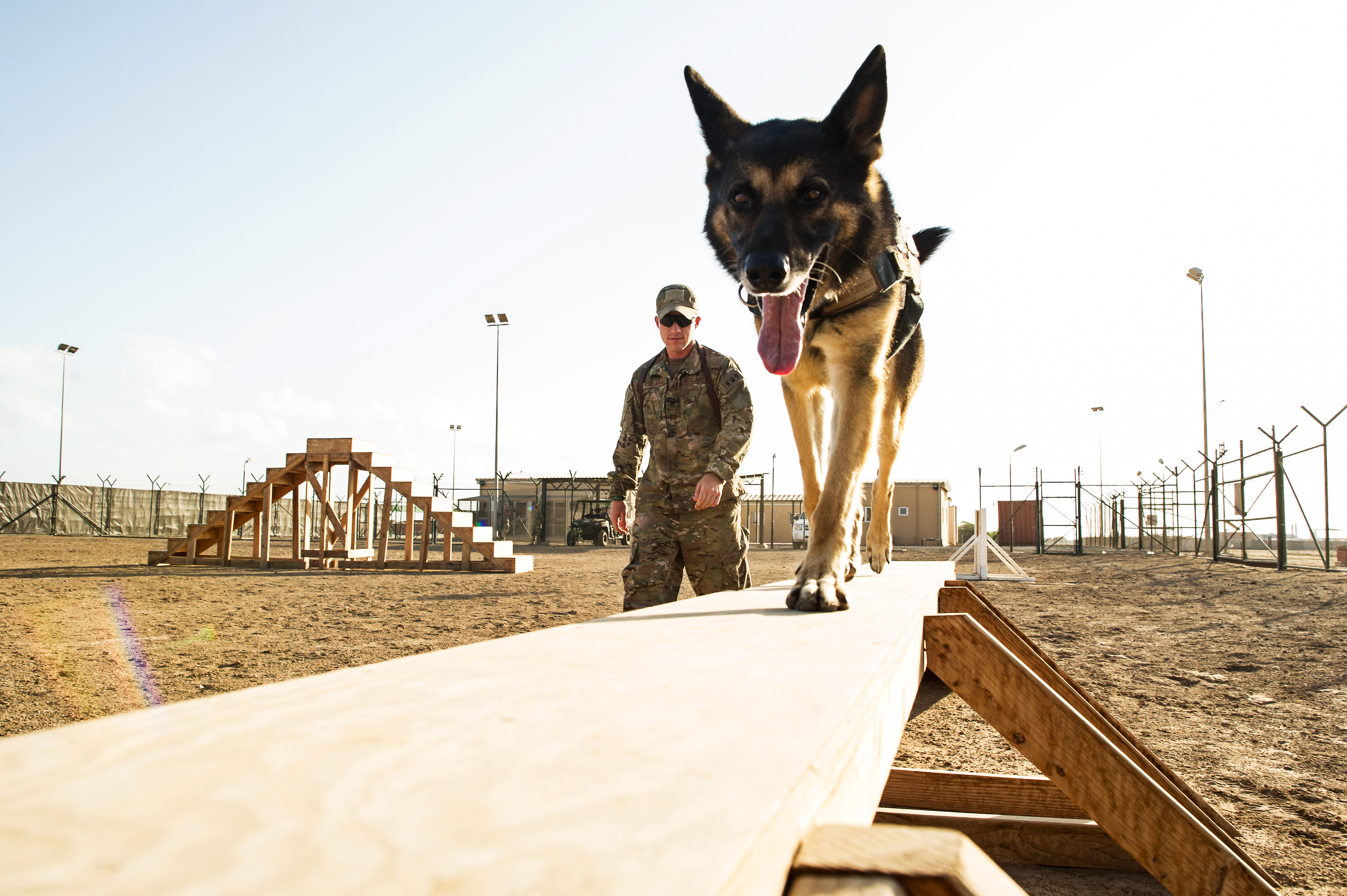
Chien lors d'un entraînement militaire à Djibouti en 2013.

Un chien de guerre, ou chien militaire, est un chien utilisé dans un cadre militaire, quelle qu’en soit la nature.
Les chiens ont une longue et ancienne utilisation dans l'histoire militaire, employés comme chien de combat, chien de garde, de courrier, chien de détection ou de pistage, voire chien antichar. Son usage a changé avec l'évolution des techniques de guerre et l'évolution du respect des animaux, mais le chien continue d'être utilisé de nos jours.

## Historique

### Genèse
Des chiens de guerre ont existé dans l'Antiquité depuis au moins le VIIIe siècle av. J.-C., utilisés par les Égyptiens, les Grecs, les Perses, les Cimbres, les Gaulois, les Brittons ou les Romains,. Le Canis Molossus des Molosses de l'Épire fut le plus fort chien de guerre connu des Grecs (citons notamment Péritas, le molosse d'Alexandre le Grand) et était spécifiquement entraîné pour les batailles.
En Egypte au XVIe siècle av. J.C., sur le coffre de Toutankhamon, le roi tire à l'arc depuis son char, tandis que ses chiens s'élancent sur ses ennemis, Dans l'Antiquité, des chiens, souvent des races de type mastiff, étaient revêtus d'une armure et d'un collier clouté et envoyés à la bataille pour attaquer l'ennemi. Selon Pline l'Ancien, la ville de Colophon, qui était dans des guerres continuelles, entretenait de grand troupeaux de chiens, prompts à l'attaque, et qui jamais ne refusèrent le combat. Les mastiffs romains proviendraient de chiens perses, parvenus aux Romains via les Grecs, issus des Dogues du Tibet. Ces « canes bellatores » (chiens de guerre) ressemblaient à l'actuel Mâtin napolitain et pesaient entre 40 et 50 kg. Ils servaient pour garder les camps, achever les blessés ennemis sur les champs de bataille et attaquer les fantassins isolés ou les chevaux des cavaliers. Les Romains utilisèrent des formations de chiens d'attaque.
Ils furent néanmoins surpassés par les puissants mastiffs que Rome rencontra lors de sa conquête de la Gaule et surtout de la Grande-Bretagne. Le poète Grattius Faliscus (Ier siècle av. J.-C.) rapporte ainsi la défaite des dogues d'Épire romains face aux chiens de Bretagne des Gaulois. Par la suite, cette race fut ramenée à Rome et sera disséminée dans l'Empire.
En 1930, près de Châlons-en-Champagne dans la Marne, furent découvertes des tombes de 26 chiens des armées romaines avec des offrandes représentants des batailles sur lesquels ils étaient mis en scène.
Attila utilisait des chiens molosses durant ses campagnes. L'usage se répandit dans les familles royales au Moyen Âge de s'offrir des races de chiens de guerre ou de combat. D'autres civilisations utilisaient des chiens pour défendre leur caravanes ou leur expéditions des attaques ennemies. Les conquistadors espagnols, notamment Hernando de Soto, utilisèrent ainsi des chiens carapacés qui avaient été entraînés à tuer.
Les Anglais utilisèrent des chiens quand ils attaquèrent l'Irlande et les Irlandais utilisèrent également des lévriers irlandais pour attaquer les chevaliers normands montés sur leurs chevaux. Deux lévriers ou quelquefois un seul, pouvaient désarçonner un homme en armure, qu'un fantassin attaquait alors.
Plus tard, Frédéric II de Prusse utilisa des chiens comme messagers en Russie durant la guerre de Sept Ans. En France, les chiens étaient utilisés pour garder les installations navales jusqu'en 1770. 

Des chiens furent également utilisés durant les Guerres révolutionnaires et de l'Empire, dont le plus célèbre fut Moustache.
La première utilisation officielle aux États-Unis de chiens dans un conflit fut lors des guerres séminoles. Des chiens furent aussi utilisés lors de la guerre de Sécession pour protéger, envoyer des messages ou comme mascotte d'unité.

### Logistique et transmissions

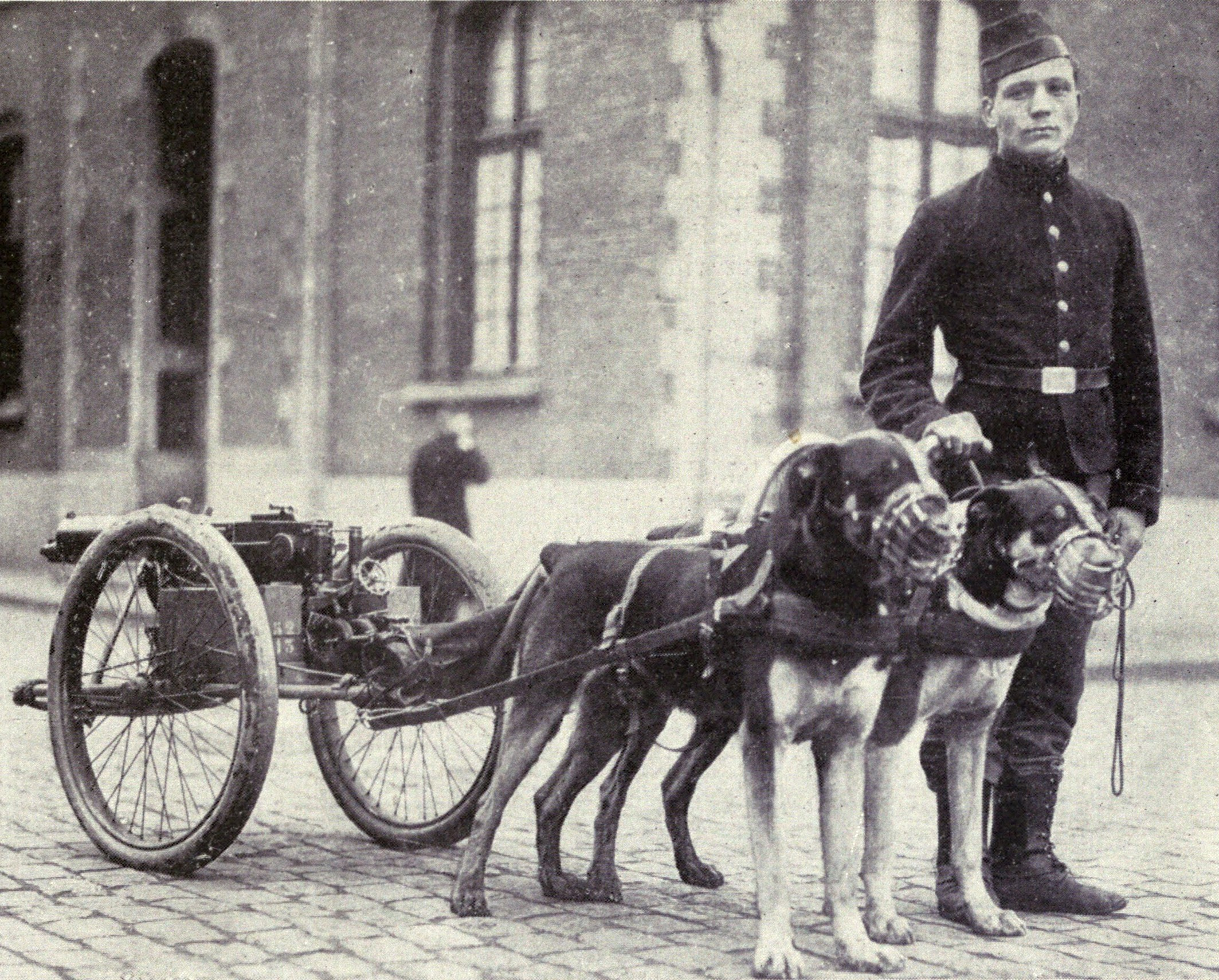
Mâtins belges entraînés à tracter des armes lourdes pendant la Première Guerre mondiale.

Au moment du déclenchement de la Première Guerre mondiale, plusieurs armées européennes utilisaient les chiens pour tirer de petits chariots. Beaucoup d'armées européennes adaptèrent le procédé à des fins militaires. L'armée de terre belge utilisait des chiens pour tirer leurs mitrailleuses et d'autres les fournitures ou blessés dans des carrioles. Les Français possédaient 250 chiens au début de la Première Guerre mondiale. Les Néerlandais copièrent l'idée et eurent des centaines de chiens entraînés et prêts à la fin du conflit (les Pays-Bas restèrent neutres durant cette guerre). Les Soviétiques utilisèrent également des chiens pour tirer les blessés vers les postes de secours durant la Seconde Guerre mondiale. Les chiens étaient bien adaptés pour transporter des charges sur des terrains enneigés ou couverts de cratères de bombes.
Les chiens étaient souvent utilisés pour transmettre des messages durant la bataille. Ils pouvaient être renvoyés de manière silencieuse vers un second maître. Cela nécessitait d'avoir un chien qui soit loyal à deux maîtres différents, sinon le chien risquait de ne pas délivrer le message à temps, voire pas du tout.

### Chien anti-char soviétiques

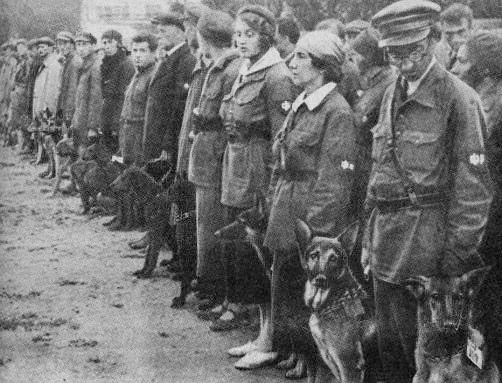
École soviétique de chiens de guerre en 1931.

Durant la Seconde Guerre mondiale, l'Union soviétique entraîna des chiens à détruire des chars. Ces chiens étaient d'abord entraînés pour trouver de la nourriture sous les chars. Ils étaient ensuite affamés avant d'être utilisés. Lâchés non loin des chars ennemis et équipés de poches contenant des explosifs, les chiens se dirigeaient sous les chars croyant y trouver de la nourriture. Les explosifs étaient déclenchés par un dispositif de mise à feu qui s'allumait lorsque le dos du chien se pliait pour passer sous le tank, sacrifiant l'animal.
Il fut rapporté que onze véhicules blindés allemands furent détruits au cours d'une seule bataille. Ils furent considérés comme suffisamment dangereux pour que les Panzergrenadiers allemands se firent ordonner de tirer à vue de tout chien. Cependant, les chiens ne pouvaient distinguer les chars allemands des chars soviétiques et étaient aussi facilement effrayés par les combats et par les chars en déplacement, malgré leur faim. Le projet fut par la suite abandonné par les Soviétiques.

### Sentinelles

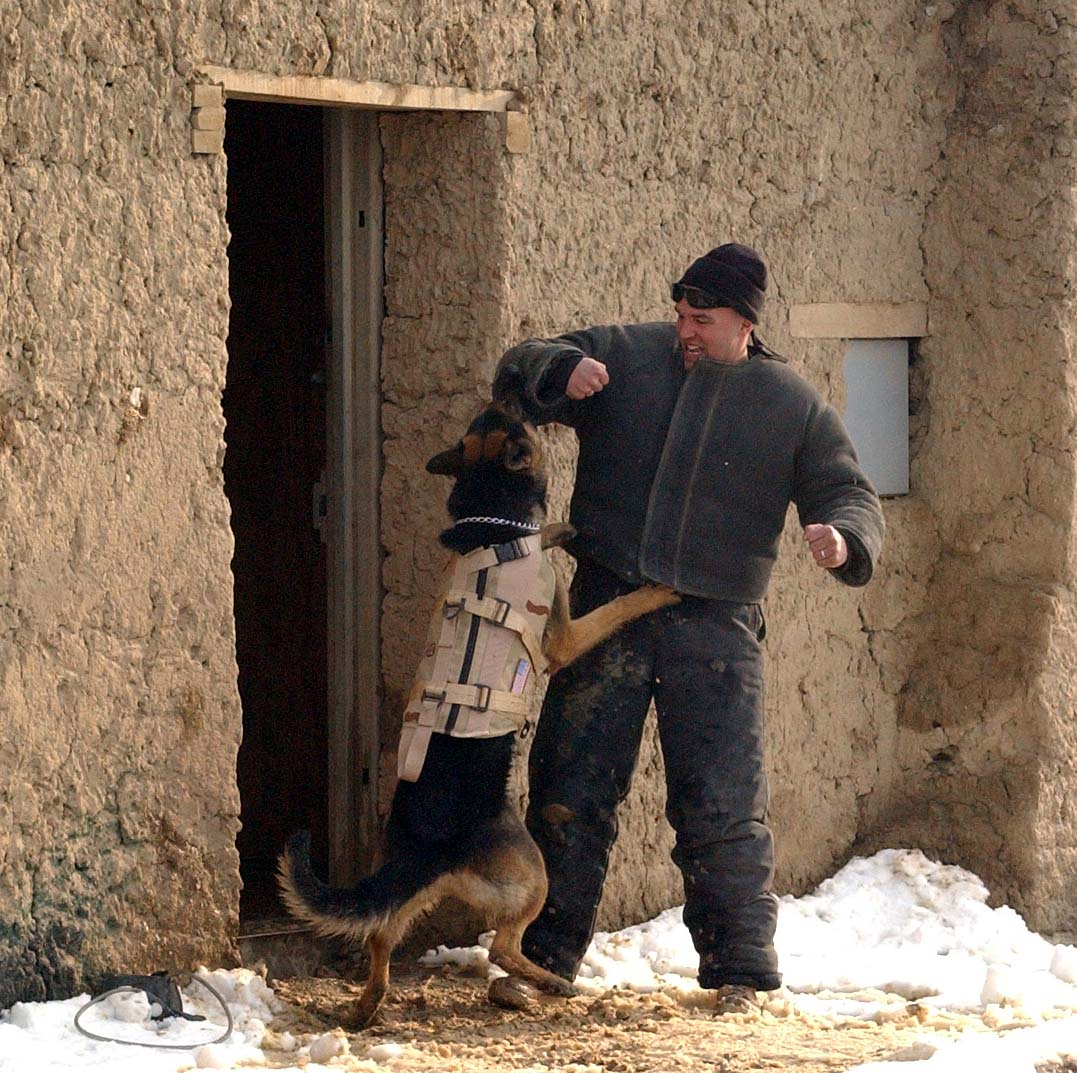
Chien d'attaque portant un gilet pare-balles, à l'entraînement en Afghanistan.

L'un des premiers usages militaires du chien, les chiens sentinelles étaient utilisés pour défendre les camps ou les autres zones sensibles la nuit et parfois le jour, aboyant ou grognant pour avertir les gardes de la présence d'étrangers.
Durant la Guerre froide, les militaires américains utilisèrent des équipes de chiens sentinelles à l'extérieur des zones de stockage d'armes nucléaires. Un programme test fut conduit au Viêt Nam pour tester les chiens sentinelles, lancé deux jours après une attaque couronnée de succès par les Vietcong sur la base aérienne de Da Nang (1er juillet 1965). Quarante équipes de chiens furent déployés au Vietnam durant une période de test de quatre mois. Ces équipes étaient placés dans un périmètre devant les mitrailleuses et les bunkers. Lorsqu'ils détectaient des intrus, les renforts se déployaient rapidement. Le test fut concluant, les maîtres-chiens retournèrent aux États-Unis tandis que les chiens furent réassignés à d'autres maîtres. L'US Air Force déploya alors des chiens sentinelles sur toutes les bases au Vietnam et en Thaïlande.
La constitution des forces américaines au Vietnam conduisit à la création de grandes sections de chiens dans les bases de l'US Air Force en Asie du Sud Est. 467 chiens furent assignés dans les bases aériennes de Bien Hoa, Bien Thuy (en), Cam Ranh Bay, Da Nang, Nha Trang (en), Tuy Hoa (en), Phu Cat (en), Phan Rang (en), Tan Son Nhut (en), et Pleiku (en).
Dans l'année suivant leur déploiement, des attaques sur plusieurs bases furent empêchées grâce à la détection des forces Vietcong par les chiens. Un Vietcong capturé témoigna de la peur et du respect qu'ils avaient pour les chiens. Les Vietcong placèrent même une prime sur la tête des chiens et de leur maîtres. Le succès des chiens sentinelles fut déterminé par le nombre réduit d'infiltrations réussies dans les bases au Vietnam et en Thaïlande. L'association des Chiens de Guerre des États-Unis estime que les chiens de guerre sauvèrent plus de 10 000 vies américaines au Vietnam. Des chiens sentinelles furent utilisés par l'armée américaine, la Navy et les Marines pour protéger le périmètre de leurs grandes bases.

### Quelques exemples historiques
L'usage de chiens pendant les guerres est commun à plusieurs civilisations. Mais, avec la progression des techniques de guerre, leur usage a grandement évolué :
- 628 av. J.-C. : Les Lydiens déploient un bataillon séparé de chiens de combat.
- VIIe siècle av. J.C. : Alyattes (591-560 av. J.C.), roi de Lydie, a utilisé des chiens contre les Cimmériens, selon Polyen
- 581 av. J.C. : Garde des plages de Corinthe. Selon Plutarque, au moi de mai 581 av. J.C., les habitants de Nauplie profitèrent de la célébration des fêtes d'Aphrodite pour lancer une attaque surprise en débarquant le soir. Les libations avaient affaibli la vigilance de la population. Sur les cinquante chiens chargés de sentinelle (et dormant sur la plage), quarante neuf sont massacrés percés de flèches. Un seul chien survivant retourne en ville et la prévient en aboyant. L'ennemi fut repoussé et la ville sauvée. Le chien « Soter » fut porté en triomphe et les Corinthiens lui offrirent un collier d'argent ; "Soter" signifie en Grec "sauveur".
- 525 av. J.-C. : Cambyse II utilise de gros chiens de combat contre les lanciers et archers égyptiens.
- 490 av. J.-C. : Bataille de Marathon - un chien de combat est représenté sur une fresque. Et dans "De Natura Animalium", Claudius Eliano raconte comment lors de la bataille certains grecs ont combattu au côté de leur chien.
- 385 av. J.-C. : Siège de Mantinée - des chiens de combats interrompent le renforcement ennemi.
- 101 av. J.-C. : Bataille de Verceil - des gros chiens kimber menés par des femmes défendent leurs wagenburgs. Lors de cette victoire de Marius contre les Cimbres (peuple Germain), les romains eurent un violent combat contre les chiens gardant les bagages.
- premier siècle av. J.C :.Sur le chaudron de Gundestrup, un chien seconde son maître casqué qui initie ou sanctifie des guerriers
- 101 : l'armée romaine emploie une compagnie de chiens de combat par légion.
- 1525 : Henri VIII exporte 400 mastiffs pour soutenir l'Espagne.
- 1580 : Élisabeth Ire envoie 800 chiens de combat pour combattre les rébellions des Geraldines du Desmond.
- 1799 : Napoléon rassemble de nombreux chiens de combat devant ses troupes de réserve.
- 1915 : L'armée belge utilise des bouviers des Flandres pour tracter des canons sur le front.
- 1914-1918 : Les chiens sont utilisés par les belligérants comme courrier. Un chien américain, Stubby, est le plus décoré de tous.
- 1915-1918 : Les sections d'équipage de chiens Huskies d'Alaska amenés d'Amérique du Nord servent côté français aux ravitaillements et à l'évacuation des blessés sur le front des Vosges. Ces chiens sont baptisés poilus d'Alaska[13].
- 1941-1945 : Les Soviétiques utilisent des chiens chargés d'explosifs pour détruire les blindés allemands.
- 1942-1945 : Le corps des marines des États-Unis utilise des chiens afin de lutter contre les Japonais dans le Pacifique. Les chiens remplissent la fonction de messagers, d'éclaireurs ou de démineurs.
- 1954-1962 : Plus de 7 000 chiens sont utilisés par l'armée française lors de la guerre d'Algérie[14].
- 1966-1973 : Environ 4 000 chiens servent dans les unités américaines lors de la guerre du Viêt Nam (l'armée américaine n'en fait le décompte qu'à partir de 1968). Environ 10 000 soldats américains servent comme maîtres-chiens durant cette guerre et il est estimé que les unités K9 ont sauvé 10 000 vies. 43 militaires travaillant avec des chiens et 73 maîtres chiens seront tués au combat durant la guerre ainsi qu'officiellement 281 chiens.
- 1979-1988 : L'Union soviétique utilise de nouveau des chiens lors de la guerre en Afghanistan.
- 2010 : La British Army crée un régiment canin.

L'emploi de chiens a été faite par différentes civilisations, comme les Romains ou les Grecs, mais a été largement abandonné dans la période moderne de l'histoire militaire, l'armement moderne pouvant tuer les chiens très facilement, comme lors de la bataille d'Okinawa où des soldats américains éliminèrent un escadron de soldats japonais et leurs chiens.

## Usages actuels

### Dans les forces armées

#### Mascottes
Les chiens sont souvent utilisés comme mascotte d'unités militaires. Le chien peut être le chien d'un officier, un chien que l'unité adopte ou l'un des chiens utilisés comme chien de travail. Certaines unités choisissent d'utiliser toujours la même race de chien comme mascotte. Cette présence d'une mascotte est conçue pour augmenter le moral des troupes ; elle fut utilisée de nombreuses fois dans ce but dans les tranchées de la Première Guerre mondiale.
Le chien Moustache fut la mascotte du 40e régiment d'infanterie durant les Guerres révolutionnaires et de l'Empire.

#### Recherche médicale

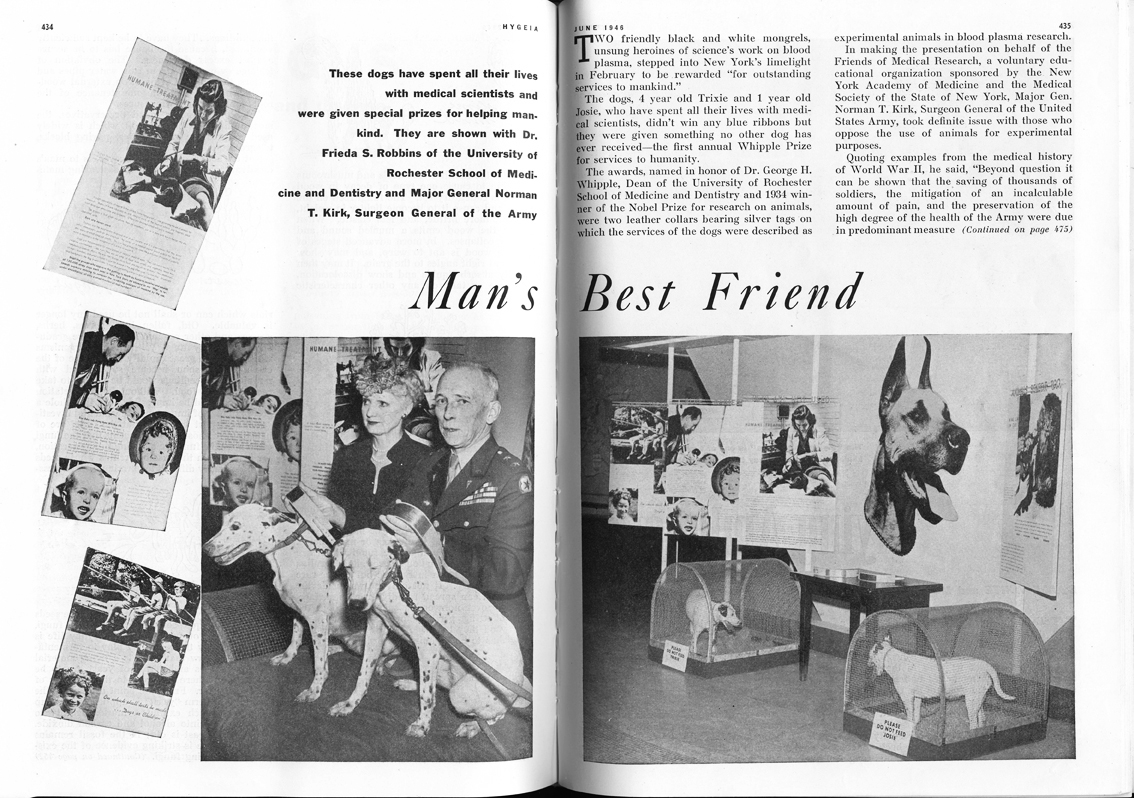
Les chercheurs médicaux et leur soutien dans les forces armées, donnaient des médailles militaires aux animaux de laboratoire pour augmenter la signification martiale de l'expérimentation animale. Ici le chirurgien général de l'armée américaine, Norman T. Kirk, décerne des médailles aux chiens d'expérimentation Trixie et Josie « pour services exceptionnels rendus à l'humanité. »

Lors de la Seconde Guerre mondiale, les chiens prennent un nouveau rôle dans l'expérimentation animale, devenant les principaux animaux pour la recherche médicale. L'expérimentation animale permettait aux médecins de tester de nouveaux traitements sans risque sur l'homme, mais cette pratique fut critiquée après la guerre. Le gouvernement américain répondit en déclarant que ces chiens étaient des héros.
La guerre froide souleva un débat animé sur l'éthique de l'expérimentation animale aux États-Unis, particulièrement sur la manière dont des chiens avaient été traités durant la Seconde Guerre mondiale.
En 1966, des réformes majeures intervinrent, avec l'adoption du Laboratory Animal Welfare Act, une loi sur le bien-être des animaux de laboratoire.

#### Détection et pistage

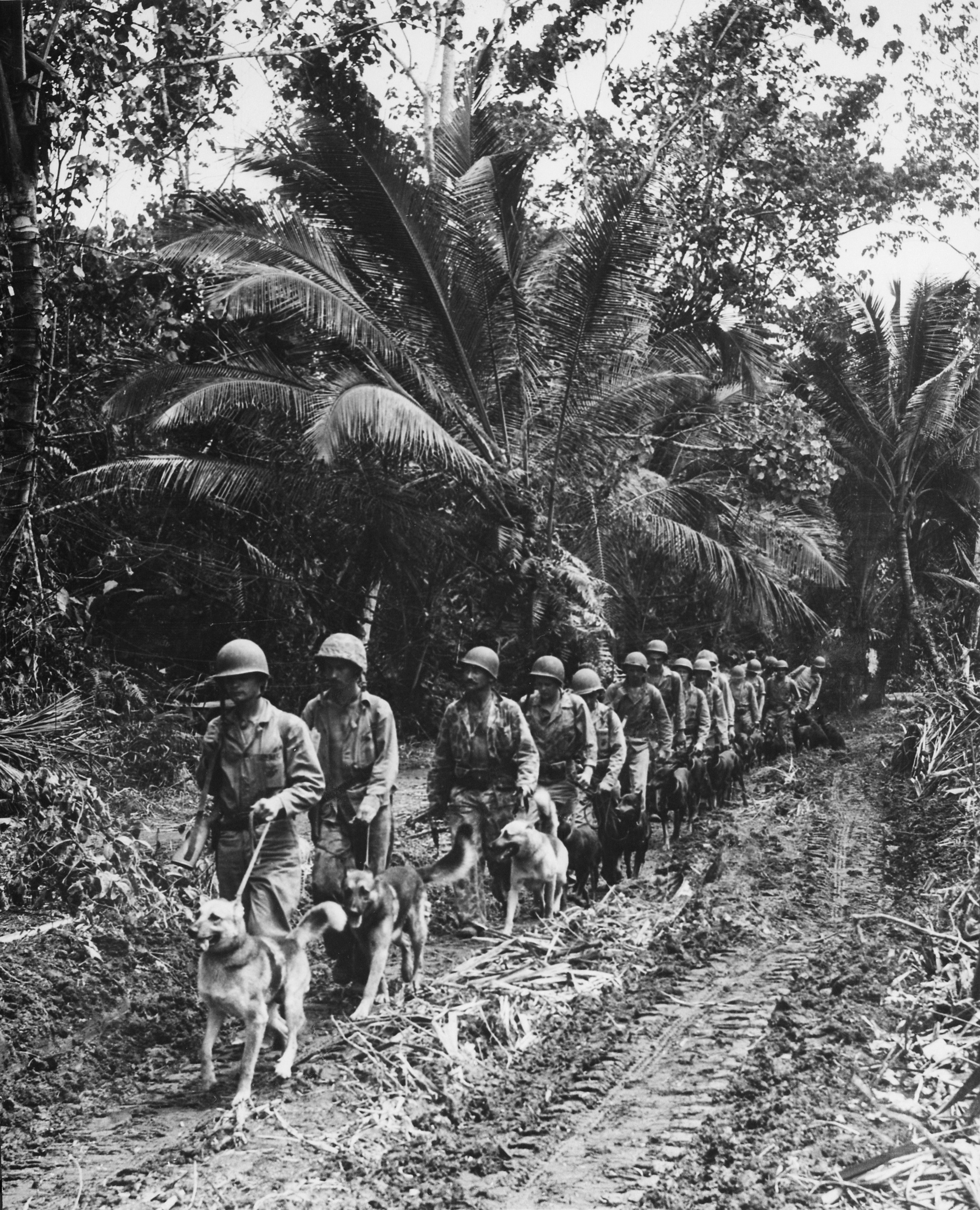
Des éclaireurs du Corps des Marines des États-Unis (Marine Raiders) utilisant des chiens éclaireurs ou messagers en première ligne à Bougainville, fin 1943.

De nombreux chiens furent utilisés pour localiser des mines. Ils ne se révélèrent pas très efficace en conditions de combat. La Navy dressa des chiens démineurs en utilisant des fils électriques dénudés enterré à faible profondeur. Les fils donnaient une décharge électrique au chien, lui enseignant que le danger rôdait sous la couche superficielle. Une fois l'attention du chien ainsi focalisée, il était dressé à signaler la présence de mines inactives disséminées. Les chiens détectaient assez efficacement les mines, mais leur tâche était si stressante qu'ils ne pouvaient travailler que de 20 à 30 minutes d'affilée, anticipant en permanence des chocs électriques, surnaturels pour eux. Bien trop nerveux, leur durée utile de service n'était pas bien longue. Des expériences menées sur des rats montrèrent que cette tendance pouvait dériver jusqu'à l'extrême, certains rats se terrant dans un coin, au point de mourir de faim pour éviter la possibilité d'un choc électrique.
Les chiens ont aussi historiquement été utilisés dans de nombreux cas pour traquer des fugitifs ou des troupes ennemies, empiétant partiellement sur les devoirs du chien renifleur ou éclaireur. La différence se situe dans le fait que le chien pisteur traque une piste à l'odorat, plutôt que d'aboyer pour prévenir leur maître à la reconnaissance d'une odeur mémorisée.

#### Éclaireurs

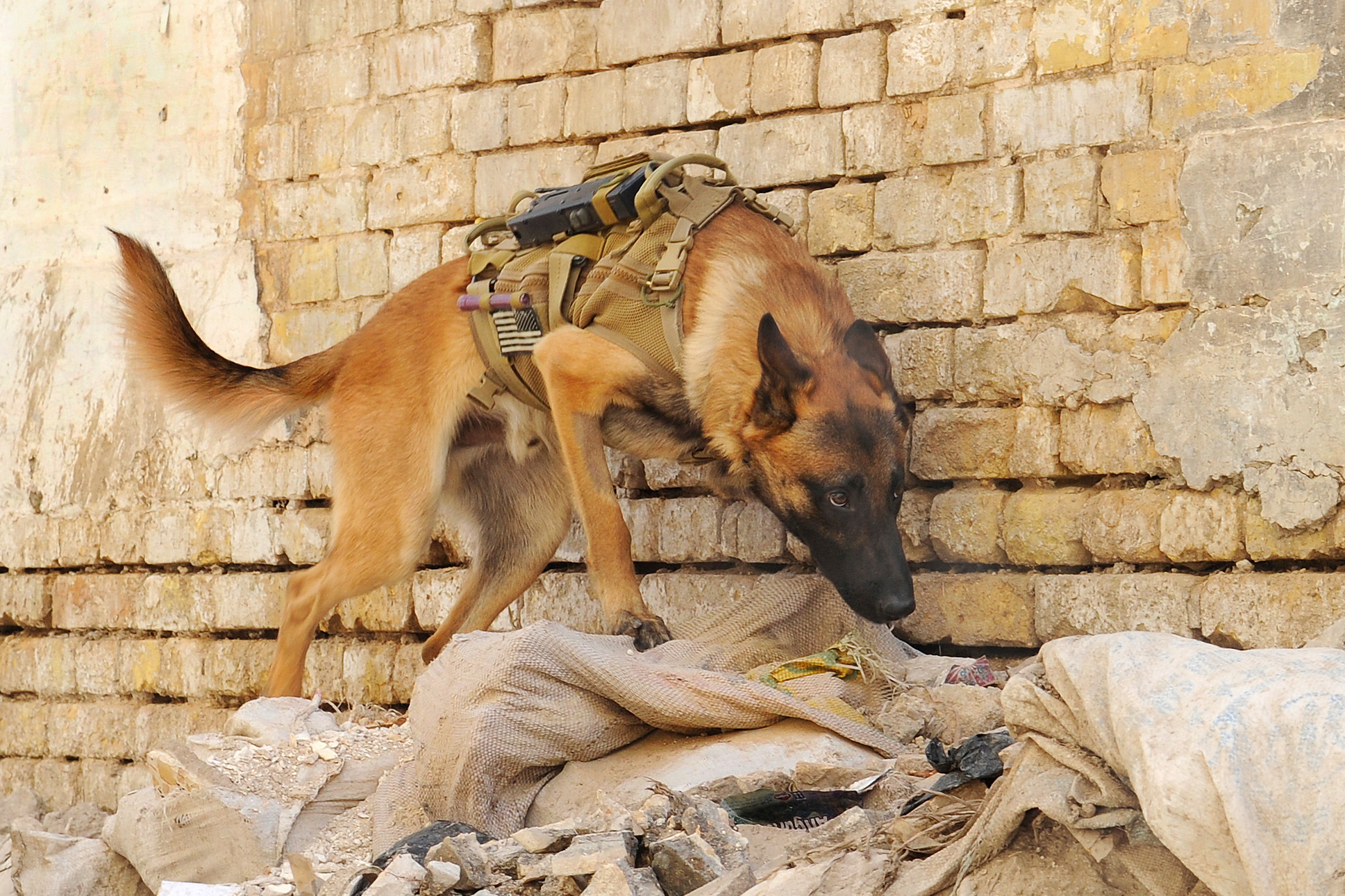
Andy, chien militaire de l'U.S. Army en action, lors de recherches parmi les décombres d'un bâtiment en Irak, en 2009.

Certains chiens ont été entraînés pour localiser des dispositifs piégés et repérer des ennemis embusqués. L'odorat du chien et son ouïe les rendraient beaucoup plus efficaces pour détecter ces dangers que les humains. Les chiens éclaireurs ont été utilisés par les États-Unis pendant la Seconde Guerre mondiale, celle de Corée et du Viêt Nam pour détecter les embuscades, les caches d'armes ou des combattants ennemis cachés sous l'eau. Les États-Unis ont exploité un certain nombre de pelotons de chiens éclaireurs et ont mis en place une école destinée à la formation des chiens à Fort Benning, en Géorgie.

### Au sein des forces de l'ordre

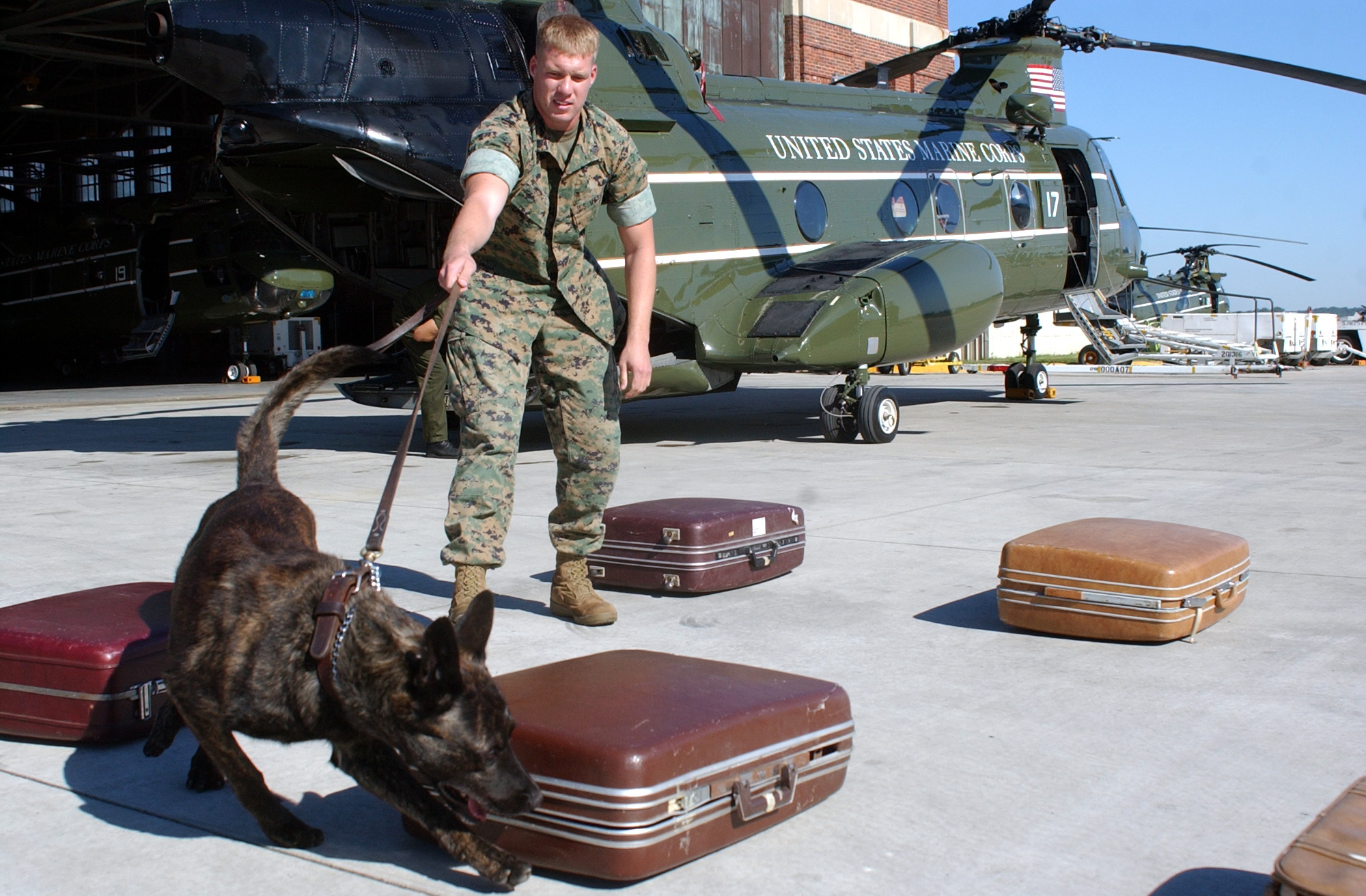
Un chien inspecte des bagages devant un hélicoptère CH-46.

De nos jours, les chiens ont toujours un rôle dans les forces militaires, principalement en tant que chiens policiers. Leurs rôles sont toujours aussi variés, mais ils ne sont plus que rarement mis en première ligne.
Traditionnellement, la race la plus commune de chien policier a été le berger allemand ; ces dernières années, l’armée américaine a opté pour des chiens plus petits mais avec un sens de l'odorat plus aigu pour le travail de détection, et des espèces plus résistantes, comme le berger malinois et le berger hollandais, pour les patrouilles. Tous les chiens en service sont attachés à une seule personne, après leur formation.
Dans les années 1970, l'U.S. Air Force utilisait plus de 1 600 chiens à travers le monde. En 2003, elle en compte environ 530, stationnés dans le monde entier. Beaucoup de chiens qui opèrent dans ces rôles sont formés à la Lackland Air Force Base au Texas, la seule base des États-Unis qui forme actuellement les chiens à des fins militaires.
Des changements sont également survenus dans la législation américaine, au bénéfice des chiens. Avant 2000, les chiens militaires âgés devaient être euthanasiés. Grâce à une nouvelle loi, les chiens à la retraite peuvent maintenant être adoptés, le premier chien à en bénéficier fut Lex, un chien dont le maître fut tué en Irak.
Aux États-Unis il existe de nombreux mémoriaux dédiés aux chiens militaires au March Field Air Museum (en) en Californie, à l'école d'infanterie de Fort Benning en Géorgie, à Guam, au collège vétérinaire de Knoxville de l'université du Tennessee et au Alfred M. Gray Marine Corps Research Center à Quantico en Virginie.
En France, dans les années 2010, le 132e bataillon cynophile de l’armée de Terre (132e BCAT) gère l’ensemble de l’effectif canin de l’armée de terre française et achète environ 250 chiens destinés à l'ensemble des armées françaises et aux différents ministères et administrations de l’État.
En Belgique, l'Unité Cynologique Interforces gère la totalité des chiens des forces armées belges soit 258 en 2017, nombre qui selon les prévisions en 2020 devrait baissé a entre 80 a 130 en 2030.

#### Police
En tant que partenaire quotidien dans le travail de la police, les chiens se sont avérés être des agents polyvalents et loyaux. Les chiens policiers peuvent poursuivre des suspects, les repérer s'ils sont cachés et les garder quand ils sont capturés. Ils sont formés pour réagir violemment si leur maître est attaqué, et par ailleurs à ne pas réagir du tout jusqu'à ce que leur maître le leur ordonne. Beaucoup de chiens policiers sont également formés à la détection.

#### Détection de drogue et d'explosif
Les chiens de travail militaires et leurs homologues civils peuvent être dressés pour détecter les drogues, grâce à leur capacité à flairer un large éventail de substances psychoactives et à déjouer les efforts de dissimulation. Les chiens de travail peuvent déceler des traces infimes de n'importe quelle substance. Ces auxiliaires canins sont principalement utilisés dans les ports d'embarquement tels que les aéroports, les postes de contrôle et autres endroits requérant une sécurité renforcée et des mesures de lutte contre la contrebande.
Les chiens de travail peuvent également être formés à la détection d'explosifs et ils sont alors capables de détecter des quantités infimes d'un large éventail de substances ce qui les rend particulièrement utiles pour la fouille des installations sensibles, de leurs points d'entrée ainsi que des postes de contrôle. Ils sont capables d'atteindre, dans la détection des bombes, un taux de réussite dépassant les 98 %.

#### Intimidation

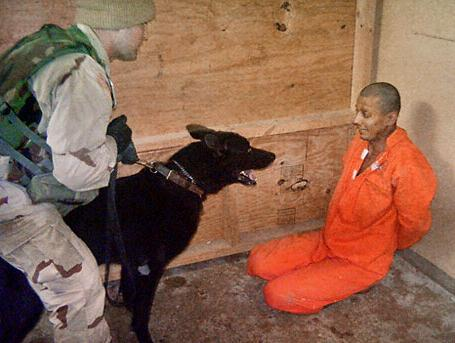
Un prisonnier entravé est intimidé par un soldat américain à l'aide d'un chien à la prison d'Abu Ghraib. Photo publiée par le Washington Post en mai 2004.

L'utilisation de chiens militaires sur des prisonniers par les États-Unis au cours des dernières guerres en Afghanistan et en Irak a été très controversée :
- Guerre en Irak : Les États-Unis ont utilisé des chiens pour intimider les détenus dans les prisons irakiennes[28]. En témoignage devant le tribunal à la suite des révélations de sévices sur les prisonniers d'Abou Ghraib, il a été déclaré que le colonel Thomas M. Pappas avait approuvé l'utilisation de chiens pour les interrogatoires. Le soldat Ivan L. Frederick a déclaré que les interrogateurs étaient autorisés à utiliser des chiens et qu'un interrogateur avait produit une liste des cellules qu'il voulait voir visitées par les maîtres chiens. « Ils ont été autorisés à les utiliser pour intimider les détenus », a déclaré Frédéric. Deux soldats, le sergent Santos A. Cardona et le sergent Michael J. Smith, ont ensuite été poursuivis pour mauvais traitements sur détenus et pour avoir intimidé des prisonniers avec des chiens non muselés en les faisant les menacer ou les attaquer. Les procureurs ont mis l'accent sur un incident qui avait été photographié, lorsque les deux hommes avaient mis à nu un détenu et permis aux chiens de mordre sur chaque cuisse tandis que le prisonnier était blotti de peur[29] ;
- Guantanamo Bay : On croit que l'utilisation de chiens sur des prisonniers en Irak ont eu pour source des pratiques de la base de Guantanamo[29]. L'utilisation de chiens sur les prisonniers par les forces américaines a été interdite par Donald Rumsfeld en avril 2003. Quelques mois plus tard, à la suite des révélations d'abus à Abou Ghraib, y compris l'utilisation de chiens pour terrifier des prisonniers nus, Rumsfeld a émis une ordonnance interdisant leur utilisation par les forces régulières américaines en Irak[30].

#### Autres rôles
Les chiens de guerre continuent de servir de sentinelles, de traqueurs, de chiens de recherche et de sauvetage, d'éclaireurs ou encore de mascottes. Les chiens à la retraite sont souvent adoptés comme animaux de compagnie ou chiens de thérapie.

## Galerie

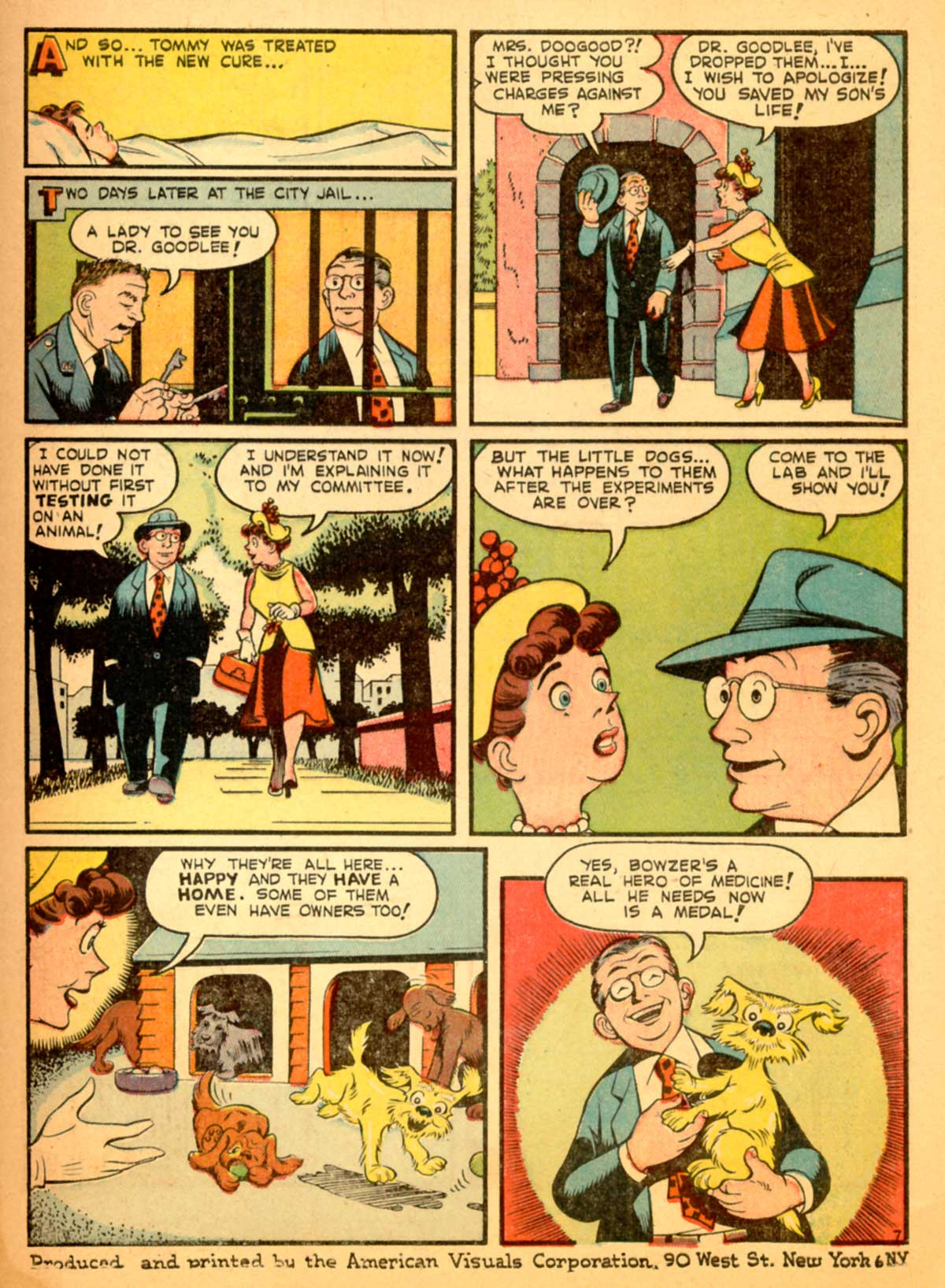
Dessin animé post Seconde Guerre mondiale montrant le rôle déterminant des chiens dans la recherche médicale.
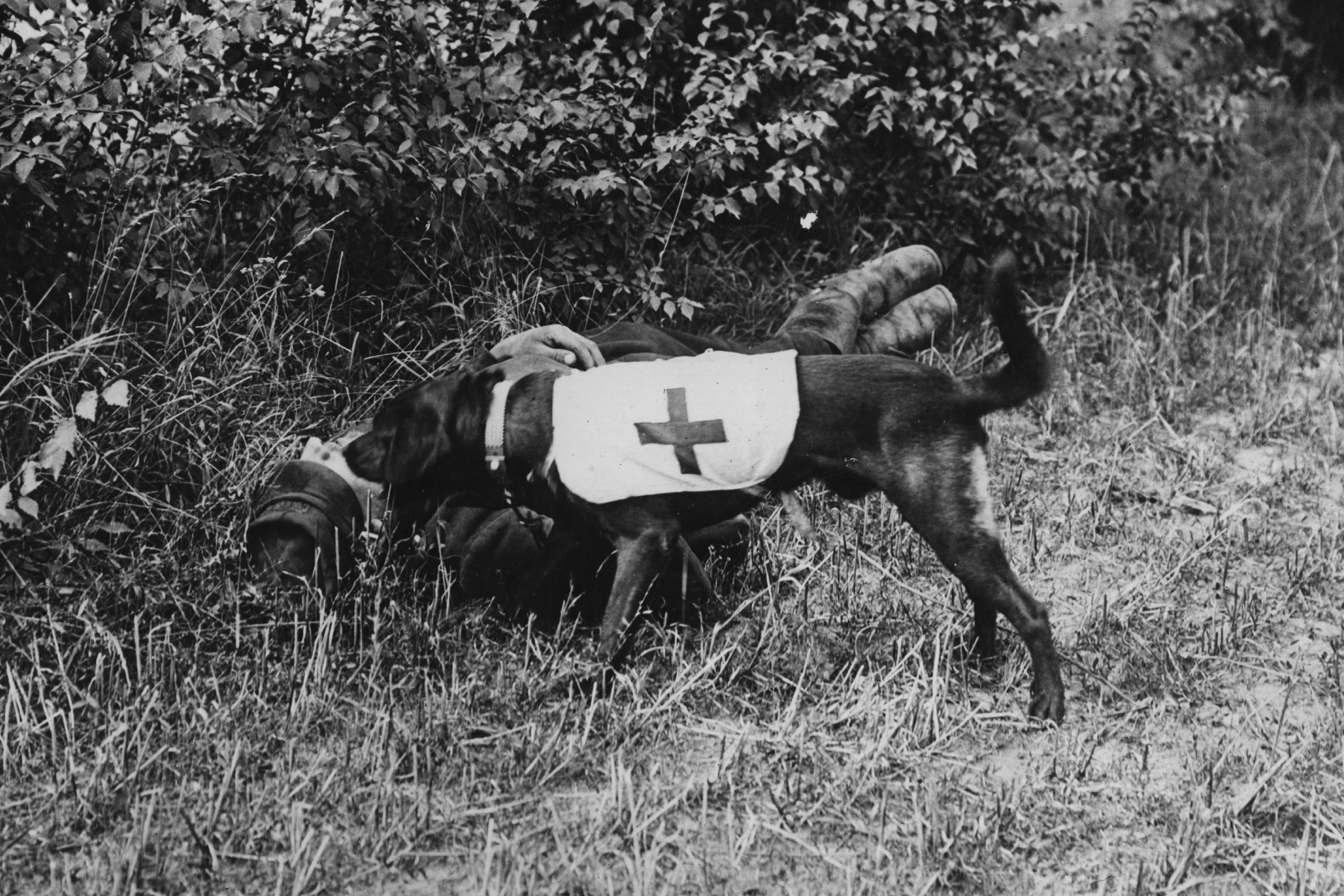
Chien de recherche de victimes sur les champs de bataille.
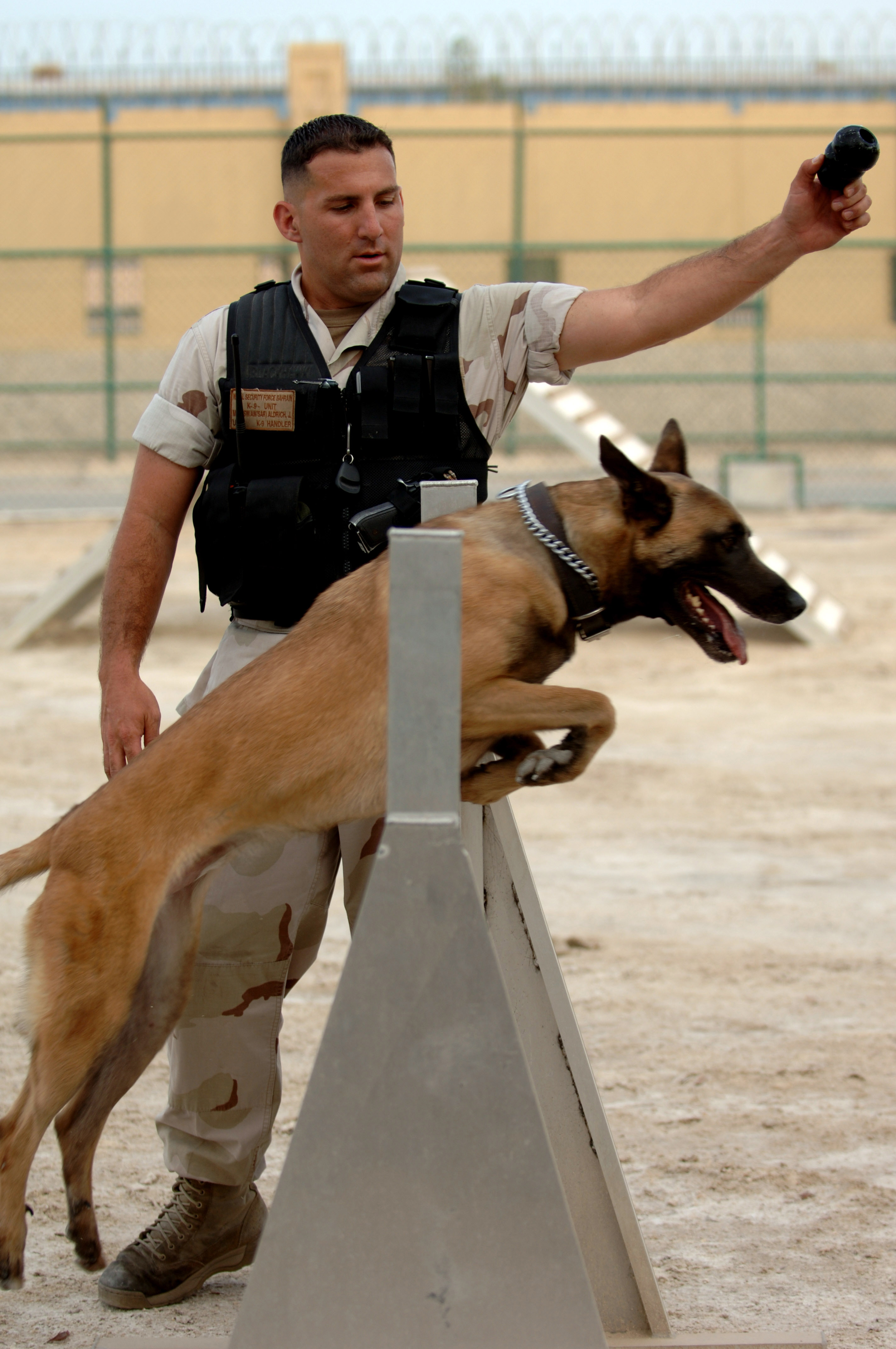
Force de sécurité K-9 de la Navy à l'entraînement.
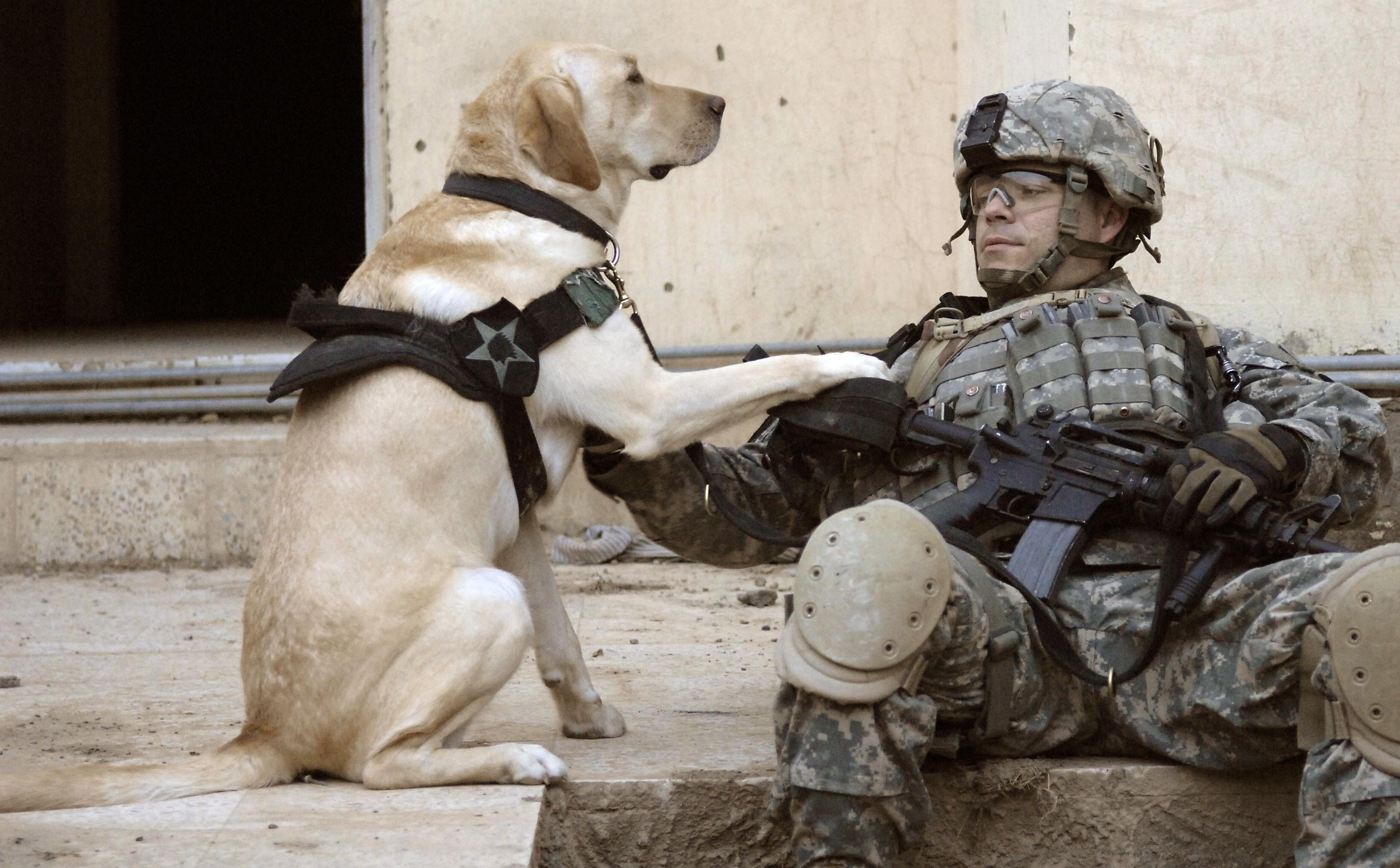
Un soldat américain et son chien attendent avant de conduire un assaut contre des insurgés en Irak en 2007.
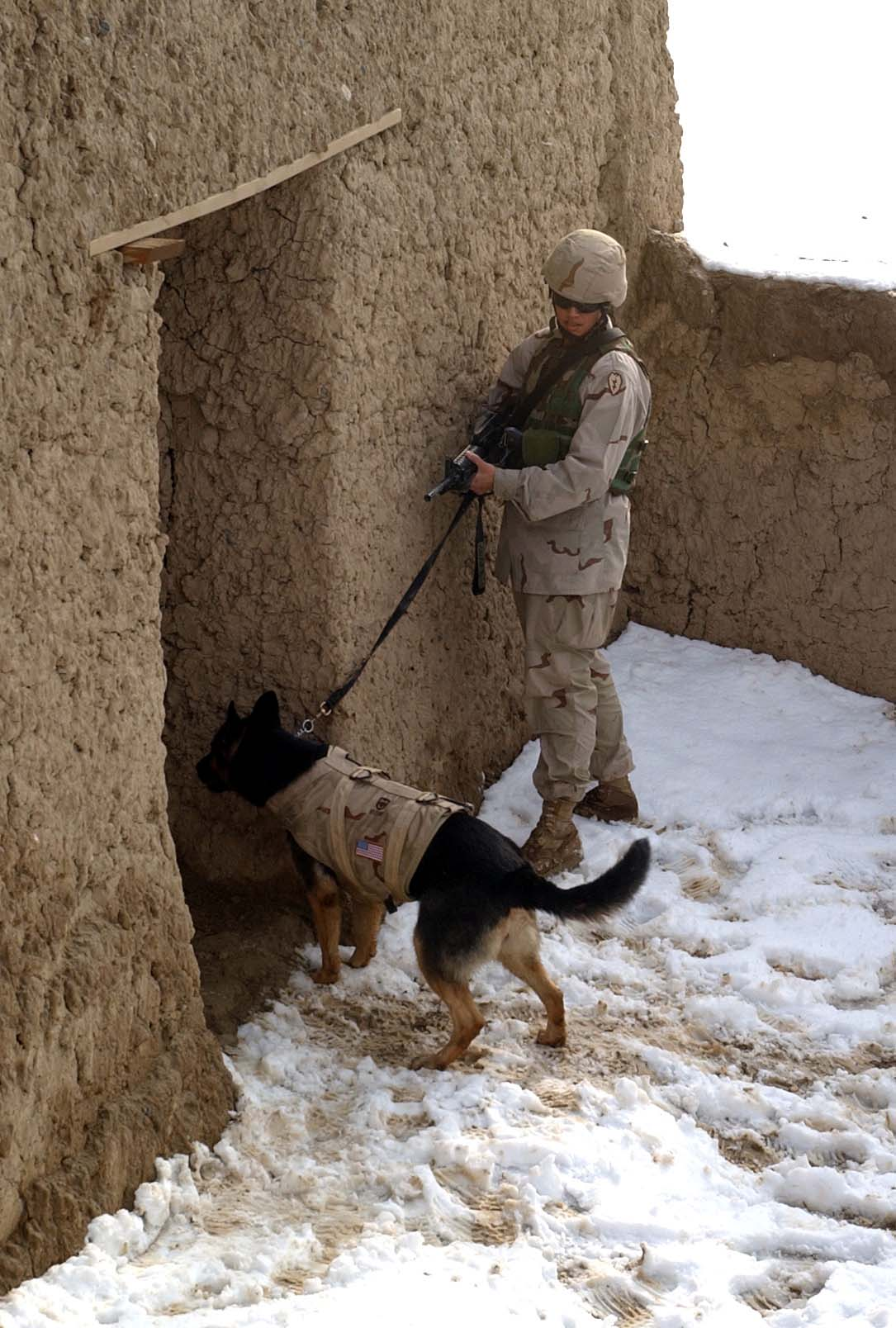
Chien de l'U.S. Army portant un gilet pare-balles en Afghanistan.